# Женская сборная Нигера по баскетболу 3×3
Женская сборная Нигера по баскетболу 3×3 представляет Нигер на международных соревнованиях по баскетболу 3×3. Управляющим органом является Федерация баскетбола Нигера (фр. Fédération Nigérienne de Basket-Ball, FENIBASKET).
По состоянию на 25 сентября 2024, женская сборная Нигера по баскетболу 3×3 занимает 183-е место в мировом рейтинге ФИБА женских сборных по баскетболу 3×3.

## Результаты выступлений
| Турнир           | Золото | Серебро | Бронза | Всего |
| ---------------- | ------ | ------- | ------ | ----- |
| Чемпионат Африки | —      | —       | —      | —     |
| Африканские игры | —      | —       | —      | —     |
| Итого            | —      | —       | —      | —     |

### Чемпионат Африки
| Год        | Место          | Игры           | Победы         | Поражения      | Состав команды                                                                           |
| ---------- | -------------- | -------------- | -------------- | -------------- | ---------------------------------------------------------------------------------------- |
| Ломе 2017  | 8              | 4              | 1              | 3              | Haoua Abdourahamane, Salmoy Moctar Karanso Aissata, Amadou Ibrahim Mariama, Touré Tiétié |
| Ломе 2018  | 7              | 3              | 1              | 2              | Salmoy Moctar Karanso Aissata, Jamila Djibo Halidou, Mariama Mahaman Soule, Touré Tiétié |
| 2019—н. в. | не участвовали | не участвовали | не участвовали | не участвовали | не участвовали                                                                           |

### Африканские игры
| Год        | Место          | Игры           | Победы         | Поражения      | Состав команды                                                                                      |
| ---------- | -------------- | -------------- | -------------- | -------------- | --------------------------------------------------------------------------------------------------- |
| Рабат 2019 | 11             | 2              | 0              | 2              | Rahila Issoufou Sadou, Leyla Mounkaila Chipkaou, Nana Farida Abdourahamane, Ousseina Harouna Moussa |
| 2023       | не участвовали | не участвовали | не участвовали | не участвовали | не участвовали                                                                                      |